# 福建野鸦椿
福建野鸦椿（学名：Euscaphis fukienensis）为省沽油科野鸦椿属下的一个种。